# Аракелян, Сурен Сумбатович
Суре́н Сумба́тович Аракеля́н (8 ноября 1911 год — 23 сентября 1943 года) — участник Великой Отечественной войны. Герой Советского Союза, старший сержант.

## Биография

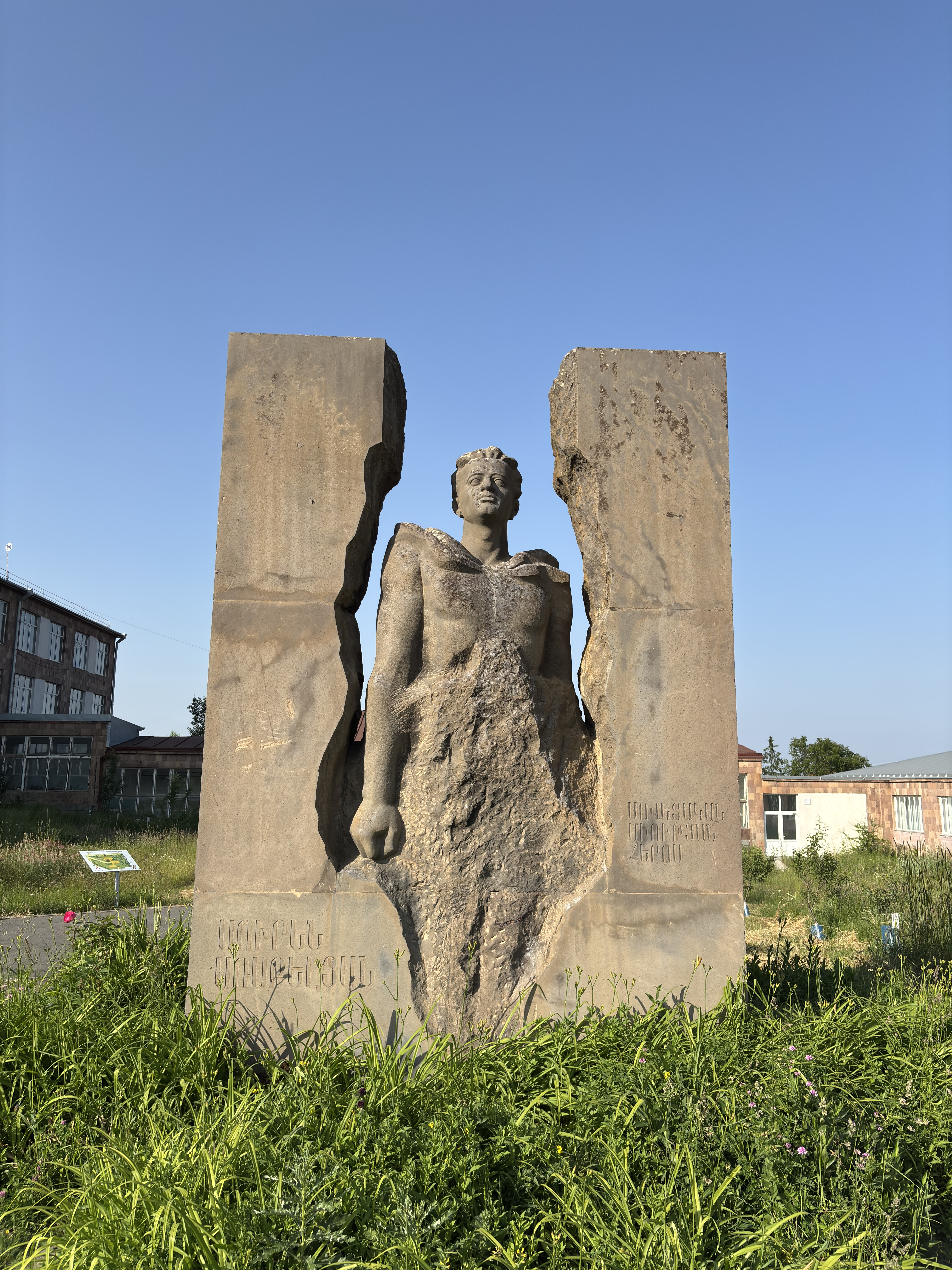
Памятник в селе Татев, Армения

Родился в семье крестьянина в 1911 году в селе Татев (ныне в Сюникской области, Армения). Окончил 5 классов. В 1930—33 годах работал в колхозе родного села.
- С 1933]]—1935 год проходил срочную службу в РККА, служил в Ленинаканском кавалерийском полку Армянской стрелковой дивизии Кавказской Краснознамённой армии.
- C 1936 года работает в органах НКВД.
- В 1941 год уходит добровольцем на фронт, боевое крещение прошёл в марте 1942 года на Кавказе. В декабре 1942 года сержант Аракелян командир отделения 1-й пулемётной роты 526-го стрелкового полка 89-й стрелковой дивизии.
- В сражении 23 сентября 1943 года[2][3] в Анапском районе за господствующую высоту вблизи хутора Курбацкий помощник командира взвода С. С. Аракелян во главе группы смельчаков и под прикрытием пулеметного огня двинулся вперед. Приблизившись к дзоту противника, Аракелян бросил несколько гранат. Вражеский пулемет на время замолк, бойцы продвинулись вперед и блокировали врагов, но неожиданно противник открыл огонь и старший сержант погиб, закрыв своим телом амбразуру дзота[2][1].
- Похоронен старший сержант Аракелян на хуторе Курбацкий Анапского района Краснодарского края[4].
- Указом Президиума Верховного Совета СССР от 16 мая 1944 года[2] за образцовое выполнение боевых заданий командования на фронте борьбы с немецко-фашистским захватчиками и проявленные при этом мужество и героизм старшему сержанту Аракеляну Сурену Сумбатовичу присвоено звание Героя Советского Союза (посмертно).

## Награды
- Звание Герой Советского Союза (посмертно) с вручением Ордена Ленина и медали «Золотая Звезда»[1]
- медали

## Память
- В память о подвиге Аракеляна установлены памятные обелиски и плиты, названы улицы городов и сел на Кубани и в Армении[уточнить].